# کایاتسو
کایاتسو (به ایتالیایی: Caiazzo) یک کومونه در ایتالیا است که در استان کسرتا واقع شده‌است.

## خصوصیات
کایاتسو ۳۶ کیلومترمربع مساحت و ۵٬۸۳۶ نفر جمعیت دارد و ۲۰۰ متر بالاتر از سطح دریا واقع شده‌است.

## خواهرخوانده
شهر Ochtendung خواهرخواندهٔ کایاتسو هست.